# سواهلة (زراهنة)
سواهلة هو دُوَّار يقع بجماعة سيدي عبد الخالق، إقليم برشيد، جهة الدار البيضاء سطات في المملكة المغربية. ينتمي الدوّار لمشيخة زراهنة التي تضم 4 دواوير. يقدر عدد سكانه بـ 978 نسمة حسب الإحصاء الرسمي للسكان والسكنى لسنة 2004.

## روابط خارجية
- البوابة الوطنية للجماعات الترابية نسخة محفوظة 12 مارس 2018 على موقع واي باك مشين.
- المندوبية السامية للتخطيط